# Thomas Russell Wilkins
Thomas Russell Wilkins (Toronto, 6 de junho de 1891 – Rochester, Nova Iorque, 10 de dezembro de 1940) foi um físico canadense.
Wilkins obteve em 1912 um bacharelado em física na Universidade McMaster (localizada na época em Toronto). Começou a estudar física na Universidade de Chicago e lecionou no Brandon College, onde foi chefe do Departamento de Matemática e Física de 1918 a 1925. Obteve em 1921 um doutorado na Universidade de Chicago, com a tese Multiple valency in the ionization by alpha rays. Foi palestrante convidado do Congresso Internacional de Matemáticos em Toronto (1924).

## Publicações selecionadas
- "The Actinium Series and the Lead Ratios in Rocks." Nature 117 (1926): 719–720. doi:10.1038/117719b0
- com W. M. Rayton: "Isotopes of Uranium." Nature 130 (1932): 475–476. doi:10.1038/130475b0
- com H. St Helens: "Direct photographic tracks of atomic cosmic-ray corpuscles." Physical Review 49, no. 5 (1936): 403. doi:10.1103/PhysRev.49.403
- "The response of photographic materials to atomic particles." Journal of Applied Physics 11, no. 1 (1940): 35–45. doi:10.1063/1.1712705
- "Excited States of Stable Nuclei." Nature 146 (1940): 401–401. doi:10.1038/146401a0
- "Scattering of Protons by Magnesium and Aluminum." Physical Review 60, no. 5 (1941): 365. doi:10.1103/PhysRev.60.365